# Lennon Stella
Lennon Ray Louise Stella (Oshawa, 13 agosto 1999) è una cantante canadese.

## Biografia
Lennon Stella è salita alla ribalta interpretando Maddie Conrad nella serie televisiva Nashville fra il 2012 e il 2018. Prima di debuttare come solista, cantava con la sorella nel duo country pop Lennon & Maisy.
Nel 2018 ha firmato un contratto con l'etichetta discografica Records, facente parte della famiglia della Columbia Records, e ha iniziato a pubblicare musica. Ha trovato particolare successo il suo terzo singolo, Polaroid, in collaborazione con Jonas Blue e Liam Payne, certificato disco d'oro in Canada, Italia e Regno Unito.
L'anno successivo ha aperto alcune date dello Speak Your Mind Tour di Anne-Marie e del World War Joy Tour dei Chainsmokers. Con questi ultimi ha collaborato prestando la voce per il loro singolo Takeaway. L'album di debutto di Lennon Stella, Three. Two. One., è stato pubblicato il 24 aprile 2020.

## Discografia

### Album in studio
- 2020 – Three. Two. One.

### EP
- 2019 – Love, Me
- 2021 – Three. Two. One. (Alternate Versions)

### Singoli

#### Come artista principale
- 2018 – Like Everybody Else
- 2018 – Bad
- 2018 – Polaroid (con Jonas Blue e Liam Payne)
- 2018 – Breakaway
- 2018 – La Di Da
- 2018 – Feelings
- 2019 – Bitch (Takes One to Know One)
- 2019 – Kissing Other People
- 2020 – Golf on TV (feat. JP Saxe)
- 2020 – Jealous
- 2020 – Fear of Being Alone
- 2020 – Older Than I Am
- 2020 – Summer Feelings (feat. Charlie Puth)
- 2020 – Every Time You Go Away (con Kevin Garrett)
- 2020 – Bad
- 2021 – Fancy

#### Come artista ospite
- 2019 – Takeaway (The Chainsmokers & Illenium feat. Lennon Stella)

## Tournée
- 2019 – Love, Me Tour
- 2019–20 – Lennon Stella: Live in Concert
- 2020 – Three. Two. One: The Tour

## Filmografia
- Nashville – serie TV, 105 episodi (2012–18)

## Riconoscimenti
- Juno Award
  - 2020 – Artista rivelazione dell'anno[13]